# Hayalin, Masyaf
Hayalin (tiếng Ả Rập: حيالين) là một ngôi làng Syria nằm trong phó huyện Masyaf thuộc huyện Masyaf, nằm ở phía tây Hama. Theo Cục Thống kê Trung ương Syria (CBS), Hayalinhad có dân số 1.709 người trong cuộc điều tra dân số năm 2004.